# Kingdom Rush Frontiers
A Kingdom Rush Frontiers egy interneten, IOS-en vagy Androidon játszható Armorgames és Ironhide Game Studios által fejlesztett toronyvédelem-típusú játék, amelyet 2011. augusztus 23-án publikáltak. A cél, hogy a játékos az út szélére különböző tornyokat lerakva megakadályozza azt, hogy a hullámokban érkező ellenfelek eljussanak egy bizonyos helyre. A játék a Kingdom Rush folytatása.

## Cselekmény
A játék a Kingdom Rush-ban elkezdett történetet folytatja.
Miután Vez'nan-t, a Sötét Mágust megölték az első rész végén, egy új gonosz virágzik fel, és teszi át székhelyét Linirea délkeleti határaira. A történetben a játékos a Névtelen Kapitány helyére lép, aki Dinas király seregeit vezeti. A seregek a Gonoszt pusztítják, először a Kétségbeesés Dűnéin át Nazeru Kapujához mennek. Miután ezek megnyílnak, egy Dzsinn, Nazeru támad fel. Ennek legyőzése után a seregek az Elveszett Dzsungelekben felkeresik Saqra Templomát, ahol elpusztítják a Szent Majmot, Quincon-t. Ezután behatolnak a Mélységekbe, ahol Malagar vezér gyík-katonáival való csata után a Bíbortüske Mélységeibe érnek. Itt Malagar feltámaszt egy ősi szörnyet, Umbrát. Malagar majdnem lezuhan, és kegyelemért könyörög "mesterének" Umbrának, de csak annyit ér el, hogy Umbra végleg megsemmisíti. A király serege hamarosan elpusztítja Umbrát, ám az Sötét Elemekre hullik, amik újra összeállnak. Ennek ellenére a király katonái hamar végeznek vele.
A csata és az ünneplés után Vez'nan Erő-kristálya, melyet Malagar vezér is használt, elgurul, és senki sem veszi észre... Hirtelen egy űrlény felveszi és furcsa szavakat mormol...

## A szintek felépítése
A szintek célja, hogy a támadási hullám(ok)ban érkező ellenfeleket akadályozd, hogy ne jussanak át a pályán.
- Normál pályák:

Itt húsz életed van, vagyis akkor van vége a pályának, ha 15 hullámot győztél le, vagy ha már húszan bejutottak, de az erősebb ellenfelek miatt akár 3 életet is veszíthetsz. Az összes elérhető tornyot az itt elérhető maximális szintre fejlesztheted, és a hősödet is használhatod. Teljesítményedért 1-3 csillagot kaphatsz.
- Nemességi pályák
- Acél pályák

## Tornyok
A tornyoknak négy szintjük van, azonban a 3. szintnél két választásunk is van a továbbfejlesztéshez.

### Mágustorony
Lassú, de erős támadó.
| Név                | Ár        | Sebzés | Sebesség | Hatótávolság | Továbbfejlesztés | Egyedi képesség (csak 4. szinteseknél)   |
| ------------------ | --------- | ------ | -------- | ------------ | --- | ---------------------------------------- |
| Mágus              | 100 arany | 9-17   | lassú    | kicsi        | 160 arany |                                          |
| Gyakorlott mágus   | 160 arany | 23-43  | lassú    | átlagos      | 240 arany |                                          |
| Varázsló           | 240 arany | 40-74  | lassú    | nagy         | 300 arany |                                          |
| Mágusmester torony | 300 arany | 60-120 | lassú    | hatalmas     | Hurrikán(350/250/250 arany): Sebez 50/60/70 élettel és visszasodor 5/6/7 ellenfelet 21 mp-ig Pusztító varázs(200/200/200 arany): minden lövésnek 35%-a van arra, hogy felrobban és 30/60/90 plusz sebzést okoz                                                                     | Fel tudja halmozni varázserejét          |
| Halottidéző        | 300 arany | 20-70  | gyors    | hatalmas     | Pestis(325/200/200 arany): beszennyezi a földet 4/5/6 mp-ig és másodpercenként 20/40/60 életet sebez - nem hat a repülő támadókra) Szellemlovas(270/135/135 arany): megidéz egy szellemlovagot 250/300/350 élettel és 5-15/10-20/15-25 sebzéssel. Halála után 12 mp-cel támad fel. | Csontvázakat és csontvázlovagokat készít |

### Íjásztorony
Sajátossága, hogy két lövést is le tud adni párhuzamosan.
| Név                  | Ár  | Sebzés | Sebesség | Hatótávolság | Továbbfejlesztés | Egyedi képesség (csak 4. szinteseknél) |  |
| -------------------- | --- | ------ | -------- | ------------ | --- | -------------------------------------- |  |
| Íjászok              | 70* | 4-6    | közepes  | kicsi        | 110 |                                        |  |
| Lövészek             | 110 | 7-11   | gyors    | átlagos      | 160 |                                        |  |
| Mesterlövészek       | 160 | 10-16  | gyors    | nagy         | 230 |                                        |  |
| Számszeríjasok       | 230 | 15-23  | gyors    | óriási       | Sortűz: Gyors egymásutánban 6/8/10 egyenként 30-40 életet sebző lövedéket bocsát ki minden 6. mp-ben. Ára: 250/150/150. Ha már kevesebb lövésből megölte az ellenfelet, akkor a támadást egy másikon fejezi be. Sólyomszem: Növeli a torony és a közeli más tornyok hatókörét + 10/15/20%-kal, valamint annak az esélyét (5/10/15%), hogy robbantanak, mint a Mestermágus. Ára: 200/200/200 | -                                      |  |
| Törzsi fejszehajítók | 230 | 25-40  | közepes  | óriási       | Gyengítő totem: 12 mp-ként létrehoz egy 3/6/9 mp-ig tartó totemet, ami miatt a közeli ellenfelek 40%-kal jobban sebeződnek és 50%-kal gyengébben támadnak. Ára: 250/200/200 Szellemtotem: 10 mp-ként létrehoz egy 3/6/8 mp-ig tartó totemet, ami megakadályoz minden mágikus tevékenységet a hatókörében. Ára: 150/150/150                                                                  | -                                      |  |

*Egy bizonyos fejlesztés után csak 60.

### Barakk
Nem lő, hanem katonákat bocsát ki, egyszerre maximum hármat. 10 mp alatt termelődnek újra, ha meghalnak.
| Név               | Ár  | Sebzés | Élete | Továbbfejlesztés | Egyedi képesség (csak 4. szinteseknél) |  |
| ----------------- | --- | ------ | ----- | --- | -------------------------------------- |  |
| Polgárőrség       | 70  | 1-3    | 50    | 110 |                                        |  |
| Gyalogosok        | 110 | 3-4    | 100   | 160 |                                        |  |
| Lovagok           | 160 | 6-10   | 150   | 230 |                                        |  |
| Orgyilkosok       | 230 | 10-14  | 200   | Lopakodó támadás: Esélye lesz annak, hogy erősebben támad 20-40/30-50/40-60-nal. Ára: 225/150/150 Kivédés és ellentámadás: 50/60/70% esélye lesz annak, hogy kivédi az ellenfél támadását, és hogy ettől az ellenfél 20-24/30-34/40-44 életet veszít. Ára: 150/100/100 Zsebtolvaj: 30/40% esélyt kap arra, hogy egy támadásnál az ellenféltől ellop 1 aranyat. Ára: 100/100 | -                                      |  |
| Templomos lovagok | 230 | 20-30  | 250   | Erőnlét: Növeli a lovagok jelenlegi (+50/100/150 élet) és maximális életet (325/375/425 élet) is. Ára: 200/200/200 Érvágás: 15% esélyt kap az, hogy a támadásnál vérzést okoz az ellenfélnek, ami plusz sebzést (-75/-120/-165 élet) jelent. Ára: 250/150/150 | -                                      |  |

### Tüzértorony
Nagyon lassú, ám nagyon erős lövésű torony.
| Név             | Ár  | Sebzés | Sebesség     | Hatótávolság | Továbbfejlesztés | Egyedi képesség (csak 4. szinteseknél)                          |  |
| --------------- | --- | ------ | ------------ | ------------ | --- | --------------------------------------------------------------- |  |
| Bombázó         | 125 | 7-14   | nagyon lassú | átlagos      | 220 |                                                                 |  |
| Tüzérség        | 220 | 15-30  | nagyon lassú | átlagos      | 320 |                                                                 |  |
| Mozsárágyú      | 320 | 30-60  | nagyon lassú | nagy         | 400/375 |                                                                 |  |
| DWAARP          | 400 | 25-45  | nagyon lassú | nagy         | Talajfúró: Alulról döf meg egy ellenfelet 26/23/20 mp-ként, így sebzi. Ára: 400/200/200 Sokkoló láva: 4 mp-ig minden ellenfelet sebez (-20/-35/-50 élet) a hatókörében. 15 mp-ként aktiválódik. Ára: 300/250/250                            | Nem csak egy célpontot, hanem a teljes hatókörét robbantja fel. |  |
| T200-as hadigép | 375 | 25-55  | nagyon gyors | kicsi        | Követőrakéták: 2/4 végtelen hatótávolságú rakétákat lő ki, 20-80 életet vesz le. A rakéták soha nem tévesztenek célt! Ára: 300/250 Ártalmatlanítás: Olajat folyat ki, ami 4/6/8 mp-ig jelentősen lelassítja az ellenfelet. Ára: 250/200/200 | Nem az épület lő, hanem a benne gyártott, mozgó gépezet.        |  |

### Speciális tornyok
A speciális tornyokat nem kell (és nem is lehet) megépíteni, mert a pálya sajátossága, hogy hol milyet kapsz.
- Íjászlegionárius
- Zsoldostábor*
- HABZÓ kocsma*
- Lándzsás nők*
- Törpbásya (az első részből megismert Muskétástorony mása)
- Törpkastély (egy speciális barakk, törpökkel)
- Kalóz-őrtorony
- Tengeri szentély
- Sötét műhely (az első részből megismert Tesla x104 mása)

*Ezek a tornyok nem lőnek, hanem különleges egységeket bérelhetsz fel belőlük.

## Ellenfelek

### Közelharcos ellenfelek
| Név                | Jutalom, ha megölöd | Sebzés | Élete | Pajzsa  | Mágikus pajzs | Sebessége | Hatása (ha nem ölöd meg, ennyi életet vesz le) | Speciális képesség |  |
| ------------------ | ------------------- | ------ | ----- | ------- | ------------- | --------- | ---------------------------------------------- | --- |  |
| Sivatagi gyilkos   | 5                   | 2-6    | 50    | nincs   | nincs         | közepes   | 1                                              | |  |
| Dűnelovas          | 16                  | 6-10   | 160   | gyenge  | nincs         | közepes   | 1                                              | - |  |
| Sivatagi kutya     | 5                   | 1-3    | 30    | nincs   | nincs         | gyors     | 1                                              | - |  |
| Harci kutya        | 10                  | 12-18  | 100   | nincs   | közepes       | gyors     | 1                                              | - |  |
| "Halhatatlan"      | 24                  | 12-28  | 290   | közepes | nincs         | lassú     | 2                                              | Miután meghal, újraéled egy gyenge múmiaként.                                                                             |  |
| Mészárló           | 50                  | 30-60  | 1600  | nincs   | nincs         | lassú     | 5                                              | Kicsi eséllyel azonnal megöli a katonáidat (hősökön kívül)                                                                |  |
| Óriásskorpió       | 28                  | 12-28  | 400   | erős    | nincs         | lassú     | 2                                              | Mérget lövell a katonáidra, amitől megbénulnak.                                                                           |  |
| Sivatagi féreg     | 10                  | 4-8    | 100   | nincs   | nincs         | közepes   | 1                                              | Befúrja magát a homok alá, és miközben így halad, nem lehet támadni                                                       |  |
| Dzsungel-pók       | 8                   | 10-20  | 80    | nincs   | erős          | gyors     | 1                                              | - |  |
| Dzsungeli anyapók  | 40                  | 20-40  | 400   | nincs   | erős          | közepes   | 2                                              | Képes előhívni 3 sokkal gyengébb pókot                                                                                    |  |
| Bennszülött harcos | 15                  | 10-20  | 200   | nincs   | nincs         | közepes   | 1                                              | - |  |
| Gorilla            | 160                 | 40-80  | 2240  | nincs   | nincs         | közepes   | 5                                              | Nem egy egységet, hanem a környékén lévő többit is sebzi                                                                  |  |
| Parazita           | 5                   | 10-20  | 120   | nincs   | közepes       | gyors     | 1                                              | Képes megszállni a katonáidat, így rémlénnyé válik, ami azonban önálló ellenfélként is létezik                            |  |
| Rémlény            | 10                  | 30-60  | 400   | nincs   | közepes       | közepes   | 1                                              | - |  |
| Gyíkok fészekőre   | 20                  | 8-22   | 240   | nincs   | nincs         | lassú     | 1                                              | - |  |
| Gyíkzsoldos        | 50                  | 16-34  | 640   | közepes | nincs         | lassú     | 2                                              | Miután meghal, még 100 életet sebez azon, aki megölte őt (ha az nem egy torony)                                           |  |
| Éjjeli gyík        | 25                  | 28-42  | 280   | nincs   | közepes       | közepes   | 1                                              | Amikor elvesztik életük felét, akkor 8 mp-re láthatatlanná válnak (kiküszöbölhető a törzsi fejszedobók 2. fejlesztésével) |  |
| Gyíkszolga         | 20                  | 18-22  | 200   | nincs   | nincs         | gyors     | 1                                              | Amikor először sebződnek, előrébb teleportálnak                                                                           |  |
| Kegyetlen gyík     | 200                 | 60-120 | 3520  | nincs   | nincs         | lassú     | 5                                              | Egyszerre két katonával is felveszi a harcot                                                                              |  |

### Távolsági harcos ellenfelek
| Név                     | Jutalom, ha megölöd | Sebzés | Élete | Pajzsa | Mágikus pajzs | Sebessége | Hatása (ha nem ölöd meg, ennyi életet vesz le) | Speciális képesség                                                                         |  |
| ----------------------- | ------------------- | ------ | ----- | ------ | ------------- | --------- | ---------------------------------------------- | ------------------------------------------------------------------------------------------ |  |
| Sivatagi íjász          | 12                  | 10-20  | 150   | nincs  | gyenge        | gyors     | -                                              |                                                                                            |  |
| Sivatagi mágus          | 100                 | 30-60  | 800   | nincs  | nincs         | lassú     | 1                                              | Múmiákat idéz meg                                                                          |  |
| Bennszülött vadász      | 15                  | 10-20  | 120   | nincs  | nincs         | közepes   | 1                                              | Köpőcsövéből mérgezett lövedéket lő ki, ami lelassítja a katonáidat                        |  |
| Bennszülött sámán       | 50                  | 14-26  | 480   | nincs  | nincs         | közepes   | 1                                              | Meggyógyítja maga körül a többi ellenfelet                                                 |  |
| Földsámán               | 50                  | 14-26  | 480   | erős   | nincs         | lassú     | 1                                              | Jelentősen erősíti a többi közeli ellenfél pajzsát                                         |  |
| Szellemsámán            | 50                  | 14-26  | 480   | nincs  | erős          | közepes   | 1                                              | Jelentősen erősíti a többi közeli ellenfél mágikus pajzsát                                 |  |
| Vérmágus                | 50                  | 15-30  | 640   | nincs  | nincs         | lassú     | 1                                              | A halott bennszülötteket zombivá változtatja                                               |  |
| Bennszülött hollólovas* | 25                  | 40-80  | 200   | nincs  | nincs         | közepes   | 1                                              | Miután a hollón ülő bennszülött meghal, a holló felgyorsul és továbbmegy, de már nem támad |  |
| Gyíktüzér               | 40                  | 18-22  | 480   | nincs  | erős          | lassú     | 2                                              | Ha meghal, akkor a közeli katonáidat még egy kicsit sebzi egy robbanással                  |  |
| Gyíksámán               | 100                 | 34-66  | 800   | nincs  | közepes       | lassú     | 1                                              | Gyík fészekőröket varázsol elő                                                             |  |

*Egyszerre távolsági harcos és repülő ellenfél.

### Repülő ellenfelek
A repülő ellenfelek nagy része nem támad, egyetlen céljuk, hogy átjussanak a védelmeden.
| Név                  | Jutalom, ha megölöd | Sebzése | Élete | Pajzsa | Mágikus pajzs | Sebessége | Hatása (ha nem ölöd meg, ennyi életet vesz le) | Speciális képesség                                                         |  |
| -------------------- | ------------------- | ------- | ----- | ------ | ------------- | --------- | ---------------------------------------------- | -------------------------------------------------------------------------- |  |
| Óriásdarázs          | 8                   | -       | 70    | nincs  | nincs         | közepes   | 1                                              | -                                                                          |  |
| Óriásdarázs-királynő | 40                  | -       | 320   | nincs  | nincs         | közepes   | 5                                              | Miután meghal, előjön 5 óriásdarázs                                        |  |
| Pengeszárnyú gyík    | 10                  | 1-2     | 80    | nincs  | nincs         | közepes   | 1                                              | -                                                                          |  |
| Sárkánygyík          | 100                 | -       | 400   | nincs  | nincs         | gyors     | 3                                              | A darázskirálynővel ellentétben amint teheti, előhív 5 pengeszárnyú gyíkot |  |

### Az IOS/Android speciális pályák ellenfelei
Hadihajó
Zölduszonyos
Vörös gerinces
Fekete hullámzó
Gonoszáradat
Kék vihar
Vérkagyló
Zombi
Hulla
Denevér
Vérfarkas
Undorlény
Farkasember
Szellem
Fantomharcos
Lámpás Jack
Vámpírnő
Halott gyík
Anubisz

### Főgonoszok
A főgonoszok egyes pályákon az utolsó roham után jelennek meg. A legtöbb főgonosznak vannak szolgái. Ezek a következőképpen jelennek meg: Főgonosz - szolga.
Nazeru - Gyengébb Dzsinn
Quincon - maki
Umbra - Sötét elem

#### A IOS/Android speciális pályák főgonoszai
Leviatán - különböző vízi egységek
Vasile - Vámpírnő
Xyzzy

## Hősök
Az elsőt ingyen kapod, majd fokozatosan választhatsz többet is, valamint fejlesztheted is őket. 
- Alric, a Bajnok
- Mirage, a Fejvadász
- Cronan, az Állatidomár
- Bruxa, a Vudu-boszorkány2
- Fekete kapitány, a Kalóz1
- Nivus, a Nagy Varázsló1
- Dierdre, a Papnő1
- Grawl, a Kőóriás1
- Sha'Tra, az Égi vadász1
- Karkinos, a Hadvezér1,2
- Kutsao, a Szerzetes1,2
- Dante, a Vadász1,2
- Kahz, a Hadúr1,2
- Hamumarás, a Sárkány1
- Csontbika, a Lidérc1,2

1Ezeket nem lehet megszerezni, csak megvásárolni:
Fekete kapitány, Nivus, Diedre: 0.99 € számítógépre és 2.99 € IOS-re és Androidra
Grawl, Sha'Tra (Karkinos, Kutsao, Dante, Kahz): 2.99 € számítógépre és 4.99 € IOS-re és Androidra
Hamumarás, (Csontbika): 4.99 € számítógépre és 6.99 € IOS-re és Androidra
2 Csak az IOS-es és androidos verzióban szerepel

### Speciális hősök
Ilyeneket nem vásárolhatsz, csak néhány szintben jelennek meg.
- Hosszúszakállú Rurin
- A fekete kalóz
- Lukrécia

## Egyéb
- A Kingdom rush: frontiers játék